# Splettstoesser Pass
Splettstoesser Pass är ett bergspass i Antarktis. Det ligger i Östantarktis. Nya Zeeland gör anspråk på området. Splettstoesser Pass ligger 2 200 meter över havet.
Terrängen runt Splettstoesser Pass är huvudsakligen kuperad, men den allra närmaste omgivningen är platt. Trakten är obefolkad. Det finns inga samhällen i närheten. 